# Taça dos Vencedores de Taças de Hóquei em Patins de 1977-78
A Taça dos Vencedores de Taças de Hóquei em Patins de 1977-78 foi a 2ª edição da Taça das Taças.
A AD Oeiras conquistou o 2.º título de forma consecutiva, derrotando o CP Voltregà na final.

## Equipas participantes
| País               | Clube            | Classificação                                 |
| ------------------ | ---------------- | --------------------------------------------- |
| Alemanha Ocidental | SpVgg Herten     | 2.º lugar da Liga Alemão de 1976/77           |
| Bélgica            | RH Rolta Louvain | 2.º lugar da Liga Belga de 1976/77            |
| Espanha            | CP Voltregà      | Vencedor da Taça do Rei de 1976/77            |
| França             | La Vendéenne     | 2.º lugar da Liga Francesa de 1976/77         |
| Itália             | Follonica Hockey | Vencedor da Taça de Itália de 1976/77         |
| Países Baixos      | RHC Residentie   | 2.º lugar da Liga Neerlandesa de 1976/77      |
| Portugal           | AD Oeiras        | Vencedor da Taça das Taças de 1976/77         |
| Portugal           | CH Carvalhos     | Semi-finalista da Taça de Portugal de 1975/76 |
| Suíça              | RS Basileia      | Vencedor da Taça da Suíça de 1976/77          |

## Jogos

### 1.ª Eliminatória
| Equipa 1         | Total | Equipa 2       | 1.ª Mão | 2.ª Mão |
| ---------------- | ----- | -------------- | ------- | ------- |
| Follonica Hockey | 11-10 | RHC Residentie | 6-4     | 5-6     |

### Fase final
|  | Quartos-de-final | Quartos-de-final | Quartos-de-final | Quartos-de-final |                  |                  | Meias-finais | Meias-finais | Meias-finais |  |           | Final | Final | Final |
|  |                  |                  |                  |                  |                  |                  |              |              |              |  |           |       |       |       |
|  | 1                | SpVgg Herten     | 2                | 0                |                  |                  |              |              |              |  |           |       |       |       |
|  | 8                | Follonica Hockey | 1                | 5                |                  |                  |              |              |              |  |           |       |       |       |
|  | 8                | Follonica Hockey | 1                | 5                |                  | Follonica Hockey | 3            | 1            |              |  |           |       |       |       |
|  |                  |                  |                  |                  |                  | Follonica Hockey | 3            | 1            |              |  |           |       |       |       |
|  |                  | AD Oeiras        | 1                | 12               |                  |                  |              |              |              |  |           |       |       |       |
|  | 4                | AD Oeiras        | 1                | 12               | RH Rolta Louvain | 2                | 3            |              |              |  |           |       |       |       |
|  | 4                |                  |                  |                  | RH Rolta Louvain | 2                | 3            |              |              |  |           |       |       |       |
|  | 5                | AD Oeiras        | 4                | 12               |                  |                  |              |              |              |  |           |       |       |       |
|  | 5                | AD Oeiras        | 4                | 12               |                  |                  |              |              |              |  | AD Oeiras | 3     | 3     |       |
|  |                  |                  |                  |                  |                  |                  |              |              |              |  | AD Oeiras | 3     | 3     |       |
|  |                  | CP Voltregà      | 2                | 3                |                  |                  |              |              |              |  |           |       |       |       |
|  | 3                | CP Voltregà      | 2                | 3                | La Vendéenne     | 8                | 3            |              |              |  |           |       |       |       |
|  | 3                |                  |                  |                  | La Vendéenne     | 8                | 3            |              |              |  |           |       |       |       |
|  | 6                | CP Voltregà      | 9                | 10               |                  |                  |              |              |              |  |           |       |       |       |
|  | 6                | CP Voltregà      | 9                | 10               |                  | CP Voltregá      | 9            | 6            |              |  |           |       |       |       |
|  |                  |                  |                  |                  |                  | CP Voltregá      | 9            | 6            |              |  |           |       |       |       |
|  |                  | CH Carvalhos     | 3                | 4                |                  |                  |              |              |              |  |           |       |       |       |
|  | 2                | CH Carvalhos     | 3                | 4                | CH Carvalhos     | 11               | 8            |              |              |  |           |       |       |       |
|  | 2                |                  |                  |                  | CH Carvalhos     | 11               | 8            |              |              |  |           |       |       |       |
|  | 7                | RS Basileia      | 0                | 5                |                  |                  |              |              |              |  |           |       |       |       |
|  | 7                | RS Basileia      | 0                | 5                |                  |                  |              |              |              |  |           |       |       |       |

### Quartos-de-final
| Equipa 1         | Total | Equipa 2         | 1.ª Mão | 2.ª Mão |
| ---------------- | ----- | ---------------- | ------- | ------- |
| SpVgg Herten     | 2-6   | Follonica Hockey | 2-1     | 0-5     |
| RH Rolta Louvain | 5-16  | AD Oeiras        | 2-4     | 3-12    |
| La Vendéenne     | 11-20 | CP Voltregà      | 8-9     | 3-10    |
| CH Carvalhos     | 19-5  | RS Basileia      | 11-0    | 8-5     |

### Meias-finais
| Equipa 1         | Total | Equipa 2     | 1.ª Mão | 2.ª Mão |
| ---------------- | ----- | ------------ | ------- | ------- |
| Follonica Hockey | 4-13  | AD Oeiras    | 3-1     | 1-12    |
| CP Voltregà      | 15-7  | CH Carvalhos | 9-3     | 6-4     |

### Final
| Equipa 1  | Total | Equipa 2    | 1.ª Mão | 2.ª Mão |
| --------- | ----- | ----------- | ------- | ------- |
| AD Oeiras | 6-5   | CP Voltregà | 3-2     | 3-3     |

| Vencedor da Taça das Taças 1977/78 |
| ---------------------------------- |
|                                    |
| AD Oeiras (2.º título)             |